# Rudno, Ucraina
Rudno (în ucraineană Рудно) este o așezare de tip urban din orașul regional Liov, regiunea Liov, Ucraina. În afara localității principale, nu cuprinde și alte sate.

## Demografie
Componența lingvistică a așezării de tip urban Rudno
     Ucraineană (98,56%)
     Rusă (1,18%)
     Alte limbi (0,06%)
Conform recensământului din 2001, majoritatea populației așezării de tip urban Rudno era vorbitoare de ucraineană (98,56%), existând în minoritate și vorbitori de rusă (1,18%).